# Distretto di Souagui
Il distretto di Souagui è un distretto della Provincia di Médéa, in Algeria.

## Comuni
Il distretto di Souagui comprende 4 comuni:
- Souagui
- Djouab
- Sidi Zahar
- Sidi Ziane